# Isolona zenkeri
Isolona zenkeri là loài thực vật có hoa thuộc họ Na. Loài này được (Engl.) Dyer mô tả khoa học đầu tiên năm 1904.